# Elert Stange

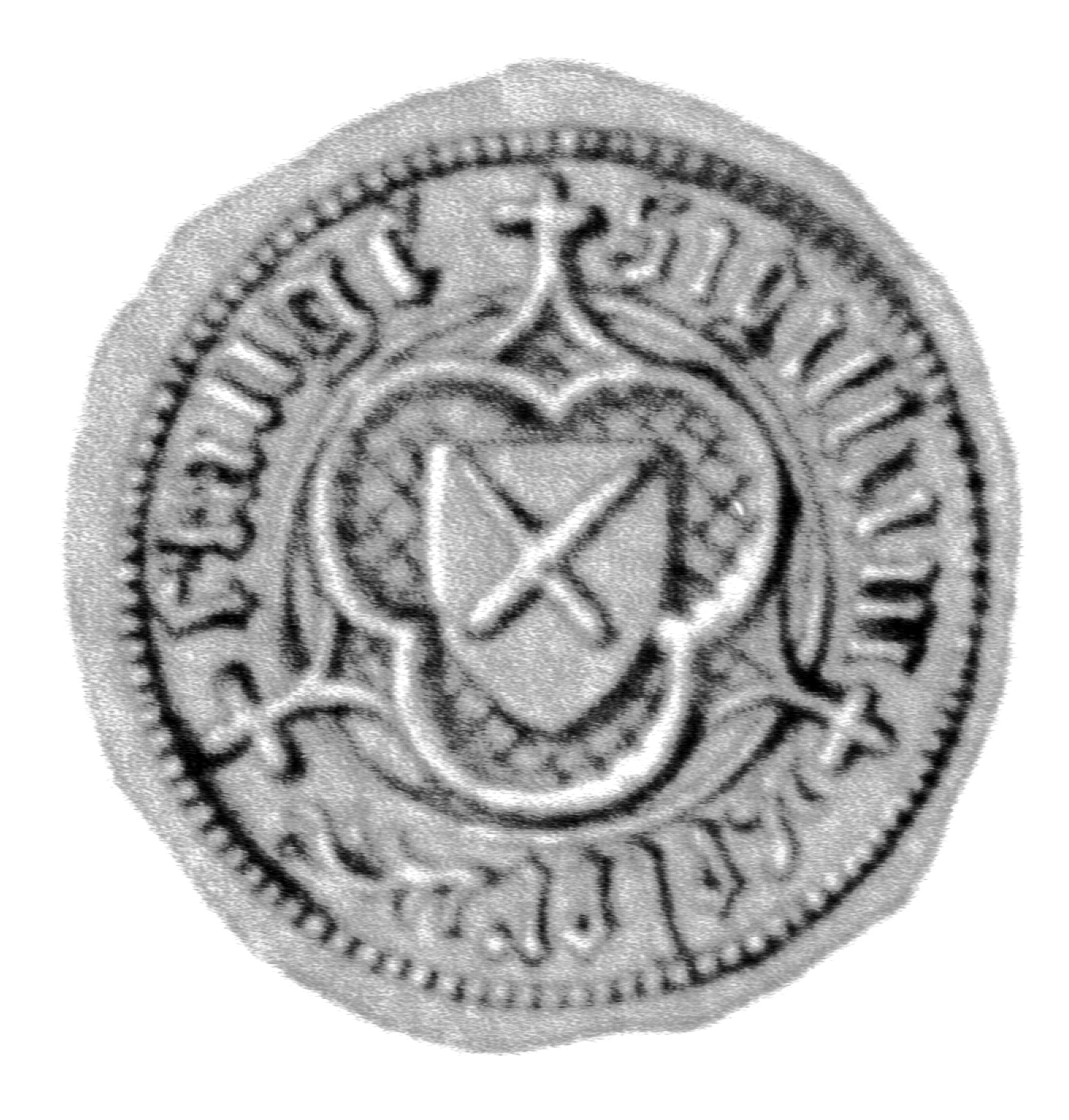
Siegel des Elert Stange

Elert Stange († 1418 in Lübeck) war ein deutscher Harnischmacher und kurzzeitiger Bürgermeister der Hansestadt Lübeck.

## Leben
Der in Lübeck mit Wohnsitz seit 1382 nachgewiesene und vermögende Harnischmacher Elert Stange war einer der Lübecker Bürger, die sich in den bürgerlichen Unruhen zu Beginn des 15. Jahrhunderts auch als Wortführer gegen den dann 1408 aus der Stadt vertriebenen „alten“ Lübecker Rat exponierten. Er war Mitglied des Sechziger Ausschusses und des Finanzkomitees der Bürger. 1408 wurde er sogleich in den Neuen Lübecker Rat und in diesem zum Bürgermeister der Stadt gewählt; dieses Amt hatte er Emil Ferdinand Fehling zur Folge „wohl“ bis zur Rückkehr des Alten Rates im Jahr 1416 inne. Er vertrat den Neuen Rat im Verfahren des Alten Rates vor dem Hofgericht in Heidelberg. Stange war auch Vertreter Lübecks auf den Hansetagen und beim Münzrezess. Als Vertreter Lübecks (gemeinsam mit dem Bürgermeister Tidemann Steen) wurde er allerdings auf dem Hansetag 1412 in Lüneburg als Gesandter dort nicht zugelassen. Er war 1415 gemeinsam mit Johann Growe und Hinrich Schönenberg auf dem Konzil von Konstanz bei König Sigismund und 1416 in Kopenhagen, um über die Wiedereinsetzung des Alten Rates von 1408 zu verhandeln. Im Juli 1416 suchte er (ebenfalls gemeinsam mit Schönenberg und Growe) sich in Kopenhagen wegen der gegen König Erik VII. von Dänemark erhobenen Anschuldigungen zu rechtfertigen. Nach seiner Rückkehr wurde er (wie auch andere Angehörige des Neuen Rates) auf Betreiben des zwischenzeitlich in Lübeck eingetroffenen kaiserlichen Gesandten in Haft genommen und erst wieder freigesetzt, nachdem er versprochen hatte, vor Sigismund eine Ehrenerklärung für Erik VII. abzugeben. Wegen seines altersbedingt angegriffenen Gesundheitszustandes konnte er die Reise nicht mehr persönlich antreten und versprach daher, diese Erklärung durch einen von ihm Bevollmächtigten abgeben zu lassen, was 1417 auch geschah.
In Testamenten Lübecker Bürger wird er mehrfach als Urkundszeuge und als Vormund aufgeführt.
Elert Stange bewohnte von 1382 das Hausgrundstück Sandstraße 25, dann ab 1404 die Sandstraße 13. 1403 war kurzzeitig Eigentümer des Hauses Königstraße 25.